# Полиэкстремофилы
Полиэкстремофилы — организмы, сочетающие в себе несколько разных экстремофильных свойств. К примеру, полиэкстремофил, живущий на вершине горы в пустыне Атакама может быть радиационно устойчивым ксерофилом, а также психрофилом и олиготрофом. Полиэкстремофилы хорошо известны свой способностью жить как при высоком, так и при низком уровне pH.

## Внешние ссылки
- Полиэкстремофилы в Энциклопедии астрономии, астробиологии и космических полётов Дэвида Дарлинга